# Manoir de Goasfroment
Le manoir de Goasfroment est situé à Plouézec en France.

## Localisation
Le manoir est situé aux limites des communes de Plouézec et Lanloup, non loin de la grève de Bréhec, dans le département des Côtes-d'Armor, dans la région Bretagne.

## Description
Le manoir est accosté de deux petits pavillons symétriques dont le premier étage est construit en pans de bois, formule d'autant plus rare dans une demeure rurale qu'elle n'est pas seulement un dispositif structurel, mais un élément de décor à part entière, à l'instar des façades de certaines maisons urbaines de Saint-Brieux, Paimpol ou Lanvollon bâties à la même époque. Le second élément remarquable du logis est un grand escalier intérieur en pierre, ajouté dans les premières années du XVIIIe siècle par les propriétaires, Olivier du Fresne et Jeanne de Leshildry. Les bâtiments annexes ont été remaniés ou détruits (colombier) et l'emprise de la propriété initiale se trouve considérablement réduite.

## Historique
Le manoir se signale par un logis édifié au tournant des XVIe et XVIIe siècles.
Il est inscrit au titre des monuments historiques par arrêté du 26 août 2016.

## Protection
Éléments protégés : le logis en totalité, les communs pour leurs façades et toitures, la cour pour son sol d'assiette, ses murs de clôture, les vestiges de son portail et le pont enjambant le fossé avec ses deux sphinges, ainsi que le jardin pour son sol et ses dispositions résiduelles (murs, portail, escaliers, éléments ornementaux).